# Kozlov (district de Havlíčkův Brod)
Pour les articles homonymes, voir Kozlov.
Kozlov (en allemand : Koslau) est une commune du district de Havlíčkův Brod, dans la région de Vysočina, en République tchèque. Sa population s'élevait à 223 habitants en 2020.

## Géographie
Kozlov se trouve à 5 km au nord de Ledeč nad Sázavou, à 26 km à l'ouest-nord-ouest de Havlíčkův Brod, à 44 km au nord-ouest de Jihlava et à 73 km au sud-est de Prague.
La commune est limitée par Číhošť au nord et à l'est, par Prosíčka à l'est, par Hradec au sud, et par Ledeč nad Sázavou à l'ouest.

## Histoire
La première mention écrite de la localité date de 1391.

## Administration
La commune se compose de cinq quartiers :
- Kozlov
- Leština
- Olešná
- Sychrov
- Vrbka